# Simón de Roda
Simón de Roda Rodríguez (nacido en 1795 en Murtas, Granada - murió en 1879 en Motril, Granada
) fue un abogado y político español. 

## Reseña biográfica
Cursó la Carrera de Jurisprudencia en la Universidad de Granada. En 1820 fue Promotor Fiscal de los Juzgados de Málaga.
Fue Abogado de los ilustres colegios de Granada, Málaga y Cádiz.
En 1833 fue Secretario de la Subdelegación de Fomento.
En 1835 fue Secretario del Gobierno Civil de la provincia de Murcia.
En 1835 fue Jefe Político de la provincia de Jaén.
En 1836 fue Jefe Político de la provincia de Granada.
En 1838 fue Jefe Político de la provincia de Málaga.
En 1839 fue Jefe Político de la provincia de Valencia.
En 1839 fue Jefe Político de la provincia de Barcelona.
En 1839 fue Jefe Político de la provincia de Sevilla.
En 1843 fue Jefe Político de la provincia de Murcia.
En 1844 fue Jefe Político de Murcia.
En 1844 fue Jefe Político de Málaga.
Entre 1846 y 1847 fue Jefe Político en comisión de la provincia de Madrid,
En 1849 fue jefe político de Cádiz.
Fue diputado a Cortes.
En 1850 fue vocal de la Junta de Aranceles.
En 1851 fue gobernador de la provincia de Málaga.
Fue gobernador civil y subdelegado de Rentas de la provincia de Zaragoza.
Del 17 de abril de 1852 al 23 de febrero de 1853 fue Presidente de la Diputación Provincial de Zaragoza.
En 1853 fue Consejero Real.

## Condecoraciones
- Caballero Gran Cruz de la Real Orden Americana de Isabel la Católica (1850).[1]
- Caballero Supernumerario de la Distinguida de Carlos III.[1]
- Individuo de varias Sociedades Económicas del Reino.[1]
- Gran Oficial de la Legión de Honor.[1]

| Predecesor: Juan de Lara | Presidente de la Diputación Provincial de Zaragoza 17 de abril de 1852 - 23 de febrero de 1853 | Sucesor: Manuel de Cantín |